# Synosternus pallidus
Synosternus pallidus är en loppart som först beskrevs av Taschenberg 1880.  Synosternus pallidus ingår i släktet Synosternus och familjen husloppor. Inga underarter finns listade i Catalogue of Life.